# Hiroki Matsukata
Hiroki Matsukata (松方弘樹, Matsukata Hiroki), nom de scène de Kōju Meguro (目黒浩樹, Meguro Kōju), né le 23 juillet 1942 à Tokyo et mort le 21 janvier 2017 à Tokyo, est un acteur japonais.

## Biographie
Hiroki Matsukata est le fils de Jūshirō Konoe (en), un acteur de films jidai-geki et de l'actrice Yaeko Mizukawa,.
Il a été marié à l'actrice Akiko Nishina (en) de 1979 jusqu'à leur divorce en 1998 et leurs deux enfants, Masaki Nishina (en) et Hitomi Nishina (en), sont aussi acteurs.
Il meurt des suites d'une complication d'un lymphome cérébral.

## Filmographie partielle

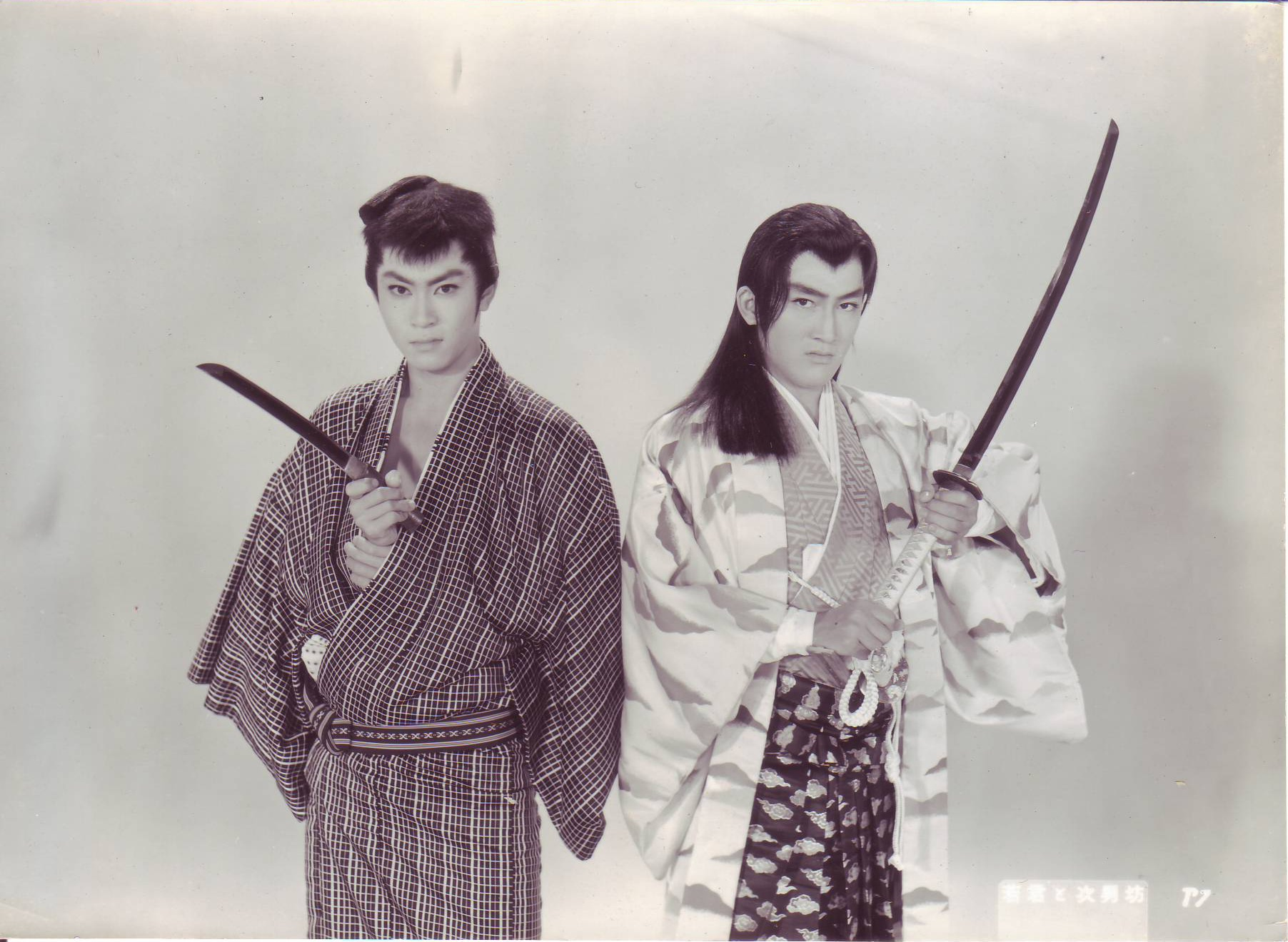
Kin'ya Kitaoji et Hiroki Matsukata dans Wakagimi to jinanbō (1961).

### Cinéma
- 1961 : Akō rōshi (赤穂浪士?) de Sadatsugu Matsuda : Oishi
- 1961 : Wakagimi to jinanbō (若君と次男坊?) de Shigehiro Ozawa
- 1963 : Yagyū bugeichō: Katame suigetsu no ken (柳生武芸帳 片目水月の剣?) de Yasuto Hasegawa (ja)
- 1963 : Yagyū bugeichō: Kengō midare kumo (柳生武芸帳 剣豪乱れ雲?) de Kōkichi Uchide (ja)
- 1963 : Yagyū bugeichō: Katame no ninja (柳生武芸帳 片目の忍者?) de Shōji Matsumura (ja)
- 1965 : La Légende des yakuzas perdus (昭和残侠伝, Shōwa zankyō-den?) de Kiyoshi Saeki
- 1969 : Nemuri Kyōshirō manji giri (眠狂四郎 卍斬り, Nemuri Kyōshirō manji giri?) de Kazuo Ikehiro : Nemuri Kyōshirō
- 1970 : L'Épée errante (兇状流れドス, Kyōjō nagare dosu?) de Kenji Misumi
- 1972 : Lady Yakuza : Le Code yakuza (緋牡丹博徒 仁義通します, Hibotan bakuto: Jingi tōshi masu?) de Buichi Saitō
- 1973 : Combat sans code d'honneur (仁義なき戦い?) de Kinji Fukasaku : Tetsuya Sakai
- 1974 : Combat sans code d'honneur 4 : Opération au sommet (仁義なき戦い 頂上作戦, Jingi naki tatakai: Chōjō sakusen?) de Kinji Fukasaku
- 1974 : Combat sans code d'honneur 5 : La Partie finale (仁義なき戦い 完結篇, Jingi naki tatakai: Kanketsu-hen?) de Kinji Fukasaku
- 1975 : Gōtō hōka satsujin-shū (強盗放火殺人囚?) de Kōsaku Yamashita
- 1976 : The Yakuza Code Still Lives (広島仁義　人質奪回作戦) de Yuji Makiguchi
- 1977 : Hokuriku Proxy War (北陸代理戦争, Hokuriku dairi sensō?) de Kinji Fukasaku
- 1978 : Le Samouraï et le Shogun (柳生一族の陰謀, Yagyū ichizoku no inbō?) de Kinji Fukasaku : Iemitsu Tokugawa
- 1978 : Last of the Ako Clan (赤穂城断絶, Akō-jō danzetsu?) de Kinji Fukasaku : Denhachiro Tamon
- 1979 : Nichiren (日蓮?) de Noboru Nakamura : Hōjō Tokimune
- 1979 : Sanada Yukimura no bōryaku (真田幸村の謀略?) de Sadao Nakajima : Sanada Yukimura
- 1995 : Kura (蔵?) de Yasuo Furuhata : Izō Tanōchi
- 2001 : Agitator (荒ぶる魂たち, Araburu tamashii-tachi?) de Takashi Miike
- 2003 : The Man in White (許されざる者, Yurusarezaru mono?) de Takashi Miike
- 2004 : Izo (イゾウ?) de Takashi Miike
- 2010 : 13 Assassins (十三人の刺客, Jūsannin no shikaku?) de Takashi Miike : Kuranaga Saheita

### Télévision
- 2013 : Yae no sakura (八重の桜?) (série TV)